# Textimasteg

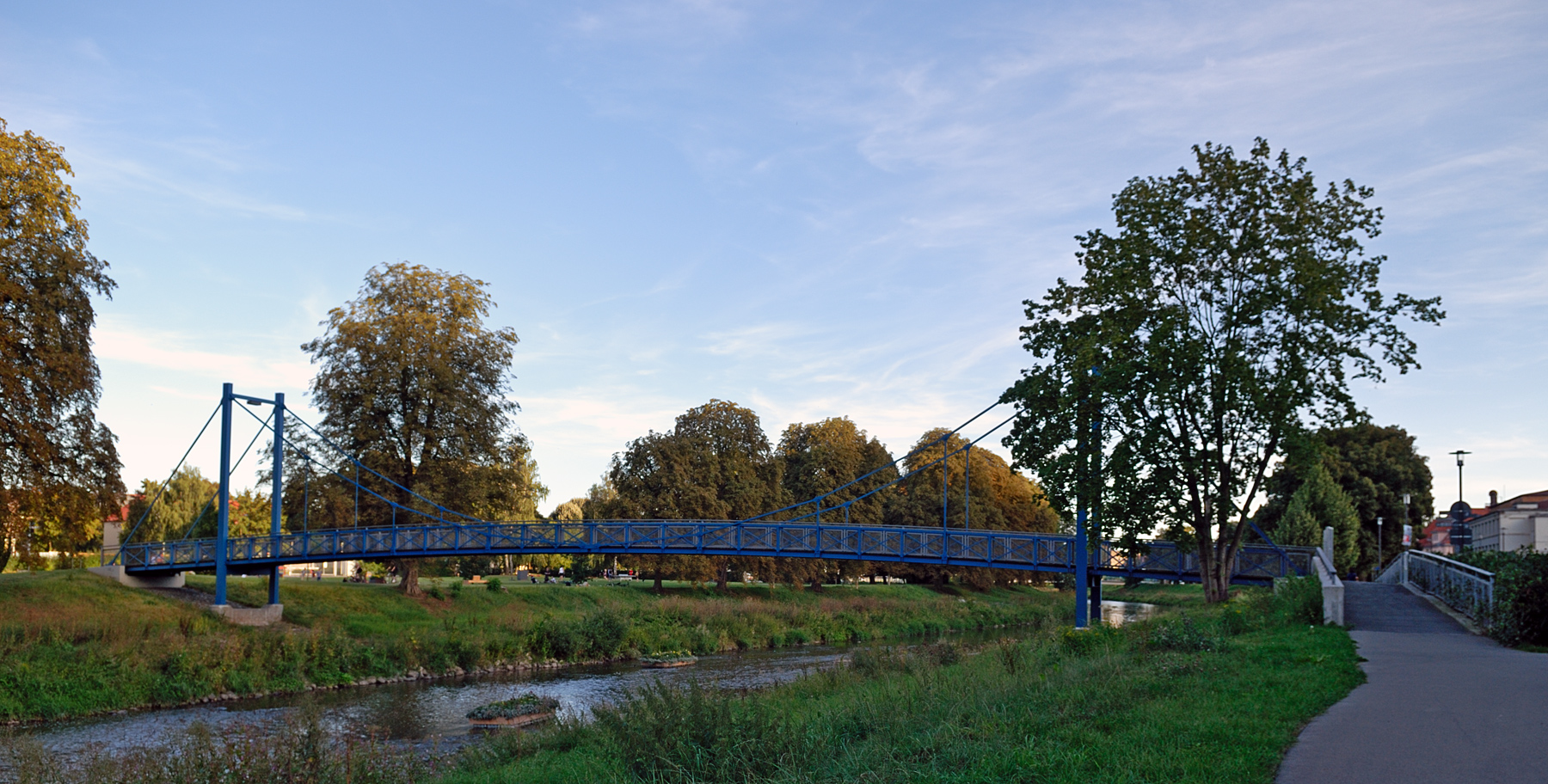
Der Textimasteg

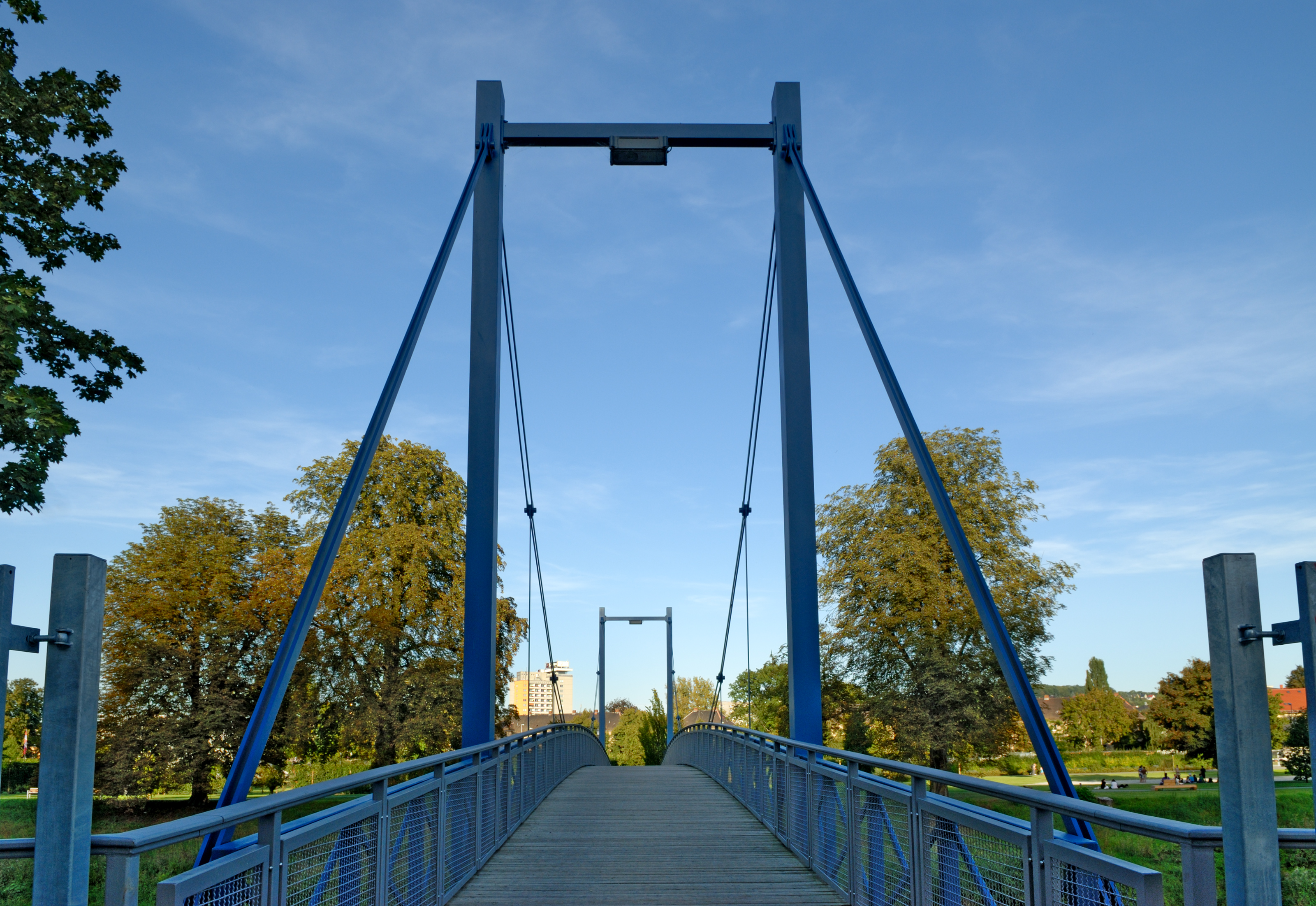
Der Textimasteg

Der Textimasteg ist eine Fußgängerbrücke über die Weiße Elster in Gera. Er verbindet den Hofwiesenpark am rechten Flussufer mit dem Stadtteil Heinrichsgrün. 

## Geschichte
1967 wurde an dieser Stelle die erste Fußgängerbrücke errichtet. Sie führte zum VEB Textilmaschinenbau Gera des Kombinats Textima am linken Flussufer, weshalb sie umgangssprachlich als Textimasteg bezeichnet wurde. Im Zuge der Vorbereitungen für die Bundesgartenschau 2007 wurde diese Brücke im August 2005 abgebrochen. An ihrer Stelle wurde eine 44 Meter lange Pylonenbrücke errichtet, die am 28. März 2006 offiziell den Namen Textimasteg erhielt. Die Pylonen sind 11,60 Meter hoch.
Während der Bundesgartenschau 2007 befand sich die Brücke innerhalb des Ausstellungsgeländes. Sie verband den Hofwiesenpark als Hauptausstellungsbereich mit den Bereichen am Westufer der Weißen Elster, darunter vor allem den Friedhofsgärten rund um die Villa Jahr. Wegen ihres blauen Anstrichs wird sie umgangssprachlich auch Blaues Wunder von Gera genannt.